# The Beautiful South
The Beautiful South est un groupe de rock alternatif anglais basé à Hull, formé à la fin des années 1980 par les anciens membres de The Housemartins Paul Heaton et Dave Hemingway. Ce duo, qui a chanté pour le « Hull's 4th best band », a été rejoint par Sean Welch (basse), Dave Stead (batterie) et Dave Rotheray (guitare). Rotheray et Heaton ont coécrit la musique du groupe.
Le groupe s'est séparé en 2007.

## Séparation et carrières en solo
Après une rencontre le 30 janvier 2007, les membres du groupe ont décidé de mettre fin à leur aventure commune. Ils ont fourni un communiqué le 31 janvier 2007, dans lequel ils plaisantent en présentant cette nouvelle comme étant liée à des « convergences musicales » - référence ironique aux « divergences musicales » qui sont souvent à l'origine des séparations de groupe. Le communiqué met en avant également que « le groupe voudrait remercier tous ceux qui les ont soutenu pendant ces dix-neuf années passées ensemble dans la musique ».

## Discographie

### Albums
- 1989 : Welcome to the Beautiful South
- 1990 : Choke
- 1992 : 0898 Beautiful South
- 1994 : Miaow
- 1996 : Blue Is the Colour
- 1998 : Quench
- 2000 : Painting It Red
- 2003 : Gaze
- 2004 : Golddiggas, Headnodders and Pholk Songs

- 2006 : Superbi

### Compilations
- 1994 : Carry on up the Charts
- 2001 : Solid Bronze
- 2006 : Gold

### Singles
- 1989 : Song For Whoever
- 1989 : You Keep It All In
- 1989 : I'll Sail This Ship Alone
- 1990 : A Little Time
- 1990 : My Book
- 1991 : Let Love Speak Up Itself
- 1992 : Old Red Eyes Is Back
- 1992 : We Are Each Other
- 1992 : Bell Bottomed Tear
- 1992 : 36D
- 1994 : Good As Gold (Stupid As Mud)
- 1994 : Everybody's Talkin
- 1994 : Prettiest Eyes
- 1994 : One Last Love Song
- 1995 : Pretenders to the Throne
- 1996 : Rotterdam (or Anywhere)
- 1996 : Don't Marry Her
- 1997 : Blackbird on the Wire
- 1997 : Liars' Bar
- 1998 : Perfect 10
- 1998 : Dumb
- 1999 : How Long's a Tear Take to Dry ?
- 1999 : The Table
- 2000 : Closer Than Most
- 2001 : The River
- 2001 : The Root of All Evil
- 2003 : Just a Few Things That I Ain't
- 2003 : Let Go with the Flow
- 2004 : Livin' Thing
- 2004 : This Old Skin
- 2005 : This Will Be Our Year
- 2006 : Manchester
- 2006 : The Rose of My Cologne